# Deutereto de hidrogênio
Deutereto de hidrogênio é um isotopólogo do dihidrogênio composto por dois isótopos do hidrogênio: o isótopo majoritário 1H (prótio) e o 2H (deutério). Sua fórmula molecular correta é 1H2H, mas, por simplificação, costuma ser escrita como HD.

## Preparação e ocorrência
Em laboratório, é produzido tratando-se hidreto de sódio com água deuterada:
NaH + D
2O → HD + NaOD
O deutereto de hidrogênio é um componente minoritário do hidrogênio molecular encontrado naturalmente. É um dos componentes menores, mas detectáveis, das atmosferas de todos os planetas gigantes, com abundâncias variando de cerca de 30 ppm a cerca de 200 ppm. O HD também foi encontrado em remanescente de supernovas, em densas nuvens interestelares, e em discos protoplanetários.

Espectro de RMN de hidrogênio de uma solução de HD (marcado com barras vermelhas) e H2 (barra azul). O tripleto 1:1:1 surge do acoplamento do núcleo de ^{1}H (I = 1/2) com o núcleo de ^{2}H (I = 1).

| Planeta | HD      | H 2         |
| ------- | ------- | ----------- |
| Júpiter | ~0,003% | 89,8% ±2,0% |
| Urano   | ~0,015% | 82,5% ±3,3% |
| Netuno  | ~0,019% | 80,0% ±3,2% |

## Espectros de emissão por rádio
O HD e o H2 possuem espectros de emissão muito semelhantes, mas com frequências diferentes.
A frequência da importante transição rotacional J = 1–0 do HD, em 2,7 THz, foi medida com radiação FIR ajustável, com precisão de 150 kHz. Em astronomia, essa linha J = 1–0 tem sido usada para determinar as massas de discos protoplanetários ao redor de estrelas T Tauri e estrelas Herbig Ae/Be.